# リアルピース
リアルピース（りあるぴーす）は日本の5人組男性アイドルグループ、YouTuberである。キャッチフレーズは“元気の押し売りアイドル”。ファンの総称は「りあぴぞく」。

2025年6月22日時点でYouTubeの登録者数130万人以上、TikTokのフォロワー233万人以上を記録している。2023年6月に株式会社リアピ国を設立している。

## 概要
グループは主に30代のメンバーで構成されており、2025年4月時点での平均年齢は33.8歳。日本一の国民的アイドルを目指しており、YouTuberとしての活動に加え、ライブやファンとの交流イベントにも積極的に取り組んでいる。将来的な目標として、東京ドームでの単独公演を掲げている。
代表曲は『プリティーボーイ』。2025年4月11日時点でYouTubeの動画再生回数は1,526万回を記録。
YouTubeでは、週3回（月曜日・水曜日・金曜日）にロング動画を配信しており、毎週日曜日には１週間の活動をまとめたVlog形式の動画「日曜日のこぺ」が配信されている。
YouTubeやTikTokに投稿される動画コンテンツは、一部のミュージックビデオを除き、リアルピースの5人で企画・撮影・編集を行っている。

## メンバー
| 氏名                            | 愛称     | 担当属性 | メンバーカラー | 身長  | 誕生日                | 出身地   | 血液型 |
| ------------------------------- | -------- | -------- | -------------- | ----- | --------------------- | -------- | ------ |
| 安田 一大 （やすだ かずひろ）   | かずぅ   | ほのお   | オレンジ       | 175cm | 1988年6月22日（37歳） | 山梨県   | A型    |
| 神崎 洸太 （かんざき こうた）   | こーた   | かみなり | 黄             | 174cm | 1990年12月2日（34歳） | 福島県   | O型    |
| 池田 絢亮 （いけだ けんすけ）   | かちょー | みず     | 青             | 171cm | 1990年7月22日（34歳） | 鳥取県   | AB型   |
| 渡邊 尚介 （わたなべ なおゆき） | なお     | おと     | 紫             | 177cm | 1997年7月9日（28歳）  | 神奈川県 | A型    |
| 村上 耕平 （むらかみ こうへい） | こぺ     | かぜ     | 緑             | 170cm | 1986年5月19日（39歳） | 東京都   | A型    |

かずぅ
- 株式会社リアピ国 代表取締役。
- かずぅが企画しメンバーを集めリアルピースが結成された[8]。
- 「自分を信じて行動すれば現実は変えられる」という信念を持ち、自身が日本一となる姿を通じて、多くの人々にその思いを伝えることを目標としている。
- 高校1年から大学3年までギャル男として過ごし、大学3年時にはギャル系サークルの会長を務めていた[9]。
- 特技はサッカー、アイスホッケー、ボクシング、剣道[10]。中学時代には、アイスホッケーの山梨県選抜メンバーとして、全日本少年大会関東ブロック予選に出場した[11]。

こーた
- YouTube『リアルピース』第16話から加入[12]。
- 体育教師として2年勤務した経験がある。
- 生まれつき腎臓が1つしか機能していない[13]。
- 病気で外に出られない人々にも笑顔を届けられるエンターテイナーになることを信念とし活動している[14]。
- 馬面と前歯がトレードマークである。リアルピースの自己紹介ソング「0 [ZERO]」の歌詞中には、こーたに向かって「前歯」と呼びかける場面がある[15]。以前は前歯が突出していたが、歯列矯正を受けたことで、現在では目立たなくなっている[16]。
- 職務質問を受けることが多く、年に3～4回程度警察官に声をかけられる[17][18]。

かちょー
- YouTube『リアルピース』第17話から加入[19]。
- 「かちょー」という愛称は、特撮テレビドラマ『超電光スパークルＺ』で演じた「高城ミズキ」が課長だったことに由来する。
- 第18回（2005年）ジュノン・スーパーボーイ・コンテスト審査員特別賞受賞。
- トランプを投げて野菜を切ることができる[20]。
- 運動神経は良いが、ローラースケートとスケートは立つことも困難なほど不得意である[21]。
- 幼い頃に血小板減少症と診断され、現在も完治しておらず血液中の血小板が少ない[22]。

なお
- YouTube『リアルピース』第32話から加入。『かずぅプロジェクトメンバーオーディション』に合格しメンバーに加入した[23]。
- 日本大学芸術学部音楽学科卒業。中学・高校教育職員免許状（音楽）取得[23]。
- 小学校5年生より三味線と民謡を習い、大学ではトランペットと声楽を学ぶ。メンバーの歌唱指導を担当し、落ちサビなど楽曲の重要なパートを務めることが多く、グループ内ではメインボーカルに相当する役割を担っている[24]。
- 特技は三味線、トランペット、ピアノ、声楽(オペラ) 、ベース[25]。
- 昆虫が非常に苦手である[26]。

こぺ
- YouTube『リアルピース』第27話から登場[27]。第33話から加入[28]。
- 多摩美術大学造形表現学部卒業。
- 第16回（2003年）ジュノン・スーパーボーイ・コンテスト審査員特別賞受賞。
- 動画やライブ中でも口数が少なく無表情なサイコパスキャラを演じているが、撮影会や握手会などではファンにおだやかな笑顔で対応している。
- 美容に対する関心が高く、これまでに60回以上の整形手術を受けており、総額は500万円を超える。施術には糸リフト、目頭切開、小鼻縮小、二重整形などが含まれる[29]。また、ネイルサロンにも定期的に通っており、自身のネイルの写真や動画をSNS上に頻繁に投稿している[30]。
- 決め台詞として「負けないもん」「こぺにまかせて」を用いており、これらは自身のキャラクターを象徴する言葉として定着している。

## ライブ

### ワンマンライブ・ライブツアー
- 2021年4月11日「リアルピース！無料デビューライブ！リベンジ！！！ 500人呼ばなきゃダメでしょ！」稲毛海浜公園 野外音楽堂[注釈 3]　[動画 1]
- 2022年4月28日「リアルピース1stワンマンライブ ～えがおフェスティバル～」クラブチッタ川崎　[動画 2]
- 2023年4月11日「リアルピース2ndワンマンライブ ～新天地～」豊洲PIT[31]　[動画 3]
- 2023年5月8日〜2024年2月14日「5大都市ツアー『リアルRPG』」[32]　[動画 4][動画 5]
  - 2023年5月8日 札幌編 PENNY LANE 24
  - 2023年7月23日 名古屋編 SOUND SPACE DIVA
  - 2023年9月3日 福岡編 LIVE HOUSE evoL
  - 2023年10月7日 大阪編 Takara Osaka
  - 2024年2月14日 FINAL 東京編 EX THEATER ROPPONGI

### 毎月1回の定期ライブ『リアフェス』
- 2022年 MODIS渋谷店 グランデ
- 2023年 SHIBUYA PLEASURE PLEASURE
- 2024年 新宿ReNY
- 2025年 CLUB CITTA'

## 企業タイアップ・コラボレーション
- バースデイ（しまむらグループ） – ベビー・キッズ向けの衣類や雑貨などのコラボグッズを販売（2025年）[33][34]。
- ファッションセンターしまむら（しまむらグループ） – 雑貨などのコラボグッズを販売（2025年）[35][36]。
- SPINNS – 衣類や雑貨などのコラボグッズを販売。あべのキューズモールにてライブ・撮影会・サイン会を開催（2025年）[37][38]。
- 東京ドイツ村 - 2024年12月から2025年3月まで月1回ライブを開催。イルミネーション展示のほか、ドリンク・フード・雑貨などのコラボグッズを販売（2024年）[39][40]。
- axes femme - コラボアロハシャツを販売[41]。ラゾーナ川崎プラザにてファッションショー・ライブ・撮影会を開催（2024年）[42]。
イオンモール四條畷にてファッションショー・ライブ・撮影会を開催（2023年）[43]。
ラゾーナ川崎プラザにてファッションショー・ライブ・撮影会を開催（2023年）[44]。

## ディスコグラフィ
| シングル | 曲名                         | リリース日 | 動画             | 作詞            | 作曲                  | 収録アルバム                        |
| -------- | ---------------------------- | ---------- | ---------------- | --------------- | --------------------- | ----------------------------------- |
| 1st      | リアルピース                 | 2021-01-26 | MV ダンス        | かずぅ 菊池諒   | えとゆま              | 1stアルバム 「１ピース」 2022-04-28 |
| 2nd      | ～むげん～∞                  | 2021-01-26 | ダンス           | かちょー 菊池諒 | えとゆま              | 1stアルバム 「１ピース」 2022-04-28 |
| 3rd      | プレパラー卜ハート           | 2021-04-21 | MV ダンス        | こーた          | ISAKICK 吹野クワガタ  | 1stアルバム 「１ピース」 2022-04-28 |
| 4th      | パジャマ                     | 2021-06-10 | MV ダンス        | かずぅ 菊池諒   | えとゆま              | 1stアルバム 「１ピース」 2022-04-28 |
| 5th      | ラッタ王国                   | 2021-07-30 | MV ダンス        | かずぅ          | ISAKICK 吹野クワガタ  | 1stアルバム 「１ピース」 2022-04-28 |
| 6th      | アンロック                   | 2021-09-03 | ダンス           | なお            | えとゆま              | 1stアルバム 「１ピース」 2022-04-28 |
| 7th      | GETREADY！                   | 2021-10-08 | ダンス           | こぺ 菊池諒     | えとゆま              | 1stアルバム 「１ピース」 2022-04-28 |
| 8th      | 五柱                         | 2021-11-19 | MV ダンス        | かちょー        | ISAKICK 吹野クワガタ  | 1stアルバム 「１ピース」 2022-04-28 |
| 9th      | ぱぴぷぺぽ                   | 2021-12-30 | ダンス           | こーた          | ISAKICK 吹野クワガタ  | 1stアルバム 「１ピース」 2022-04-28 |
| 10th     | 物語                         | 2022-01-07 | MV ダンス        | かずぅ かずぅ姉 | えとゆま              | 1stアルバム 「１ピース」 2022-04-28 |
| 11th     | ぷんぷん丸                   | 2022-04-06 | ダンス           | かずぅ 菊池諒   | えとゆま              | 1stアルバム 「１ピース」 2022-04-28 |
| 12th     | Masquerade                   | 2022-04-06 | MV               | なお            | えとゆま              | 1stアルバム 「１ピース」 2022-04-28 |
| 13th     | ぷわぷわユニバース☆          | 2022-06-27 | ダンス           | こぺ 菊池諒     | えとゆま              | アルバム 「3PIECE」 2024-02-14      |
| 14th     | DiKi♡DiKi - DAN☆DAN          | 2022-09-30 | ダンス           | なお            | えとゆま              | アルバム 「3PIECE」 2024-02-14      |
| 15th     | トレジャー                   | 2022-11-11 | ダンス           | かずぅ 菊池諒   | えとゆま              | アルバム 「3PIECE」 2024-02-14      |
| 16th     | 黎明                         | 2023-02-03 | ダンス           | かちょー        | えとゆま              | アルバム 「3PIECE」 2024-02-14      |
| 17th     | センチメンタルコンプレックス | 2023-04-18 |                  | なお            | えとゆま              | アルバム 「3PIECE」 2024-02-14      |
| 18th     | 特別な言葉                   | 2023-10-15 |                  | こーた          | えとゆま              | アルバム 「3PIECE」 2024-02-14      |
| 19th     | プリティーボーイ             | 2023-10-15 | MV ダンス        | かずぅ          | えとゆま              | アルバム 「3PIECE」 2024-02-14      |
| 20th     | 0 [ZERO]                     | 2023-12-19 | MV               | こーた          | えとゆま              | アルバム 「3PIECE」 2024-02-14      |
| 21st     | RUM-PUM                      | 2024-03-19 | ダンス           | なお            | えとゆま              |                                     |
| 22nd     | ちょんまげベイビー           | 2024-06-01 | ダンス           | かずぅ          | えとゆま 菊池諒       |                                     |
| 23rd     | チュー・シー・パイ           | 2024-09-18 | MV ダンス ダンス | かずぅ こーた   | えとゆま かずぅ       |                                     |
| 24th     | モンブランヘッド             | 2024-11-20 | MV ダンス        | かずぅ なお     | TOSHIKI NAGASAWA      |                                     |
| 25th     | 解脱                         | 2025-03-17 | MV               | かちょー        | TOSHIKI NAGASAWA      |                                     |
| 26th     | ばぐばぐぱーてぃー           | 2025-05-20 | MV               | なお            | なお TOSHIKI NAGASAWA |                                     |
| 27th     | ギャラクシーハート           | 2025-06-01 |                  | こーた          | えとゆま              |                                     |

- ミニアルバム「2PIECE」 2023-04-11
  - ぷわぷわユニバース☆・DiKi♡DiKi - DAN☆DAN・トレジャー・黎明・センチメンタルコンプレックス

### ソロ曲
| 曲名   | リリース日 | 動画 | 作詞 | 作曲 |
| ------ | ---------- | ---- | ---- | ---- |
| 壁の花 | 2025-01-23 | MV   | なお | なお |

## 出演

### テレビ
- リアルピースのテレビ上陸大作戦（2025年6月25日、TOKYO MX）

### CM
- 横浜ライト工業（2024年9月9日 - 2025年8月31日）[47]